# Changing Col
Der Changing Col ist ein Gebirgspass auf Signy Island im Archipel der Südlichen Orkneyinseln. Er führt vom Three Lakes Valley zum Paternoster Valley. 
Der Falkland Islands Dependencies Survey nahm zwischen 1947 und 1950 Vermessungen vor. Luftaufnahmen entstanden 1968 durch die Royal Navy. Das UK Antarctic Place-Names Committee benannte ihn 2004 in Anlehnung an die Benennung des südlich liegenden Changing Lake.